# Морган, Гарриет
Гарриет Морган (англ. Harriet Morgan; в девичестве — Харриет Скотт (англ. Harriet Morgan); 23 марта 1830 — 16 августа 1907) — австралийская натуралистка, вместе со своей сестрой Хеленой Скотт одна из первых профессиональных женщин-иллюстраторов Австралии. Сестры также были высококвалифицированными натуралистами и коллекционерами, что было редким достижением для женщин XIX века. Самыми известными работами сестер были иллюстрации бабочек в монографии их отца Александра Волкера Скотта «Австралийские лепидоптеры и их трансформации» («Australian lepidoptera and their transformations»).

## Биография
Родилась в 1830 году в Сиднее в семье энтомолога и предпринимателя Александра Валкера Скотта и Харриет Скотт. Вместе с сестрой образование получила от своего отца, поэтому была хорошо осведомлена в естествознании.
После опубликования труда её отца «Австралийские лепидоптеры и их трансформации», сестры стали известными в научных кругах. Гарриет стала членом Энтомологического общества Нового Южного Уэльса. Также она рисовала иллюстрации к трудам Джерарда Креффта «Snakes of Australia» (1869), «Australian Fossil Remains» (1870) и «Mammals of Australia» (1871), Эдварда Рэмси «On the Oology of Australia» и Дж. Кокса «Monograph of Australian Land Shells» (1868).

## Галерея работ

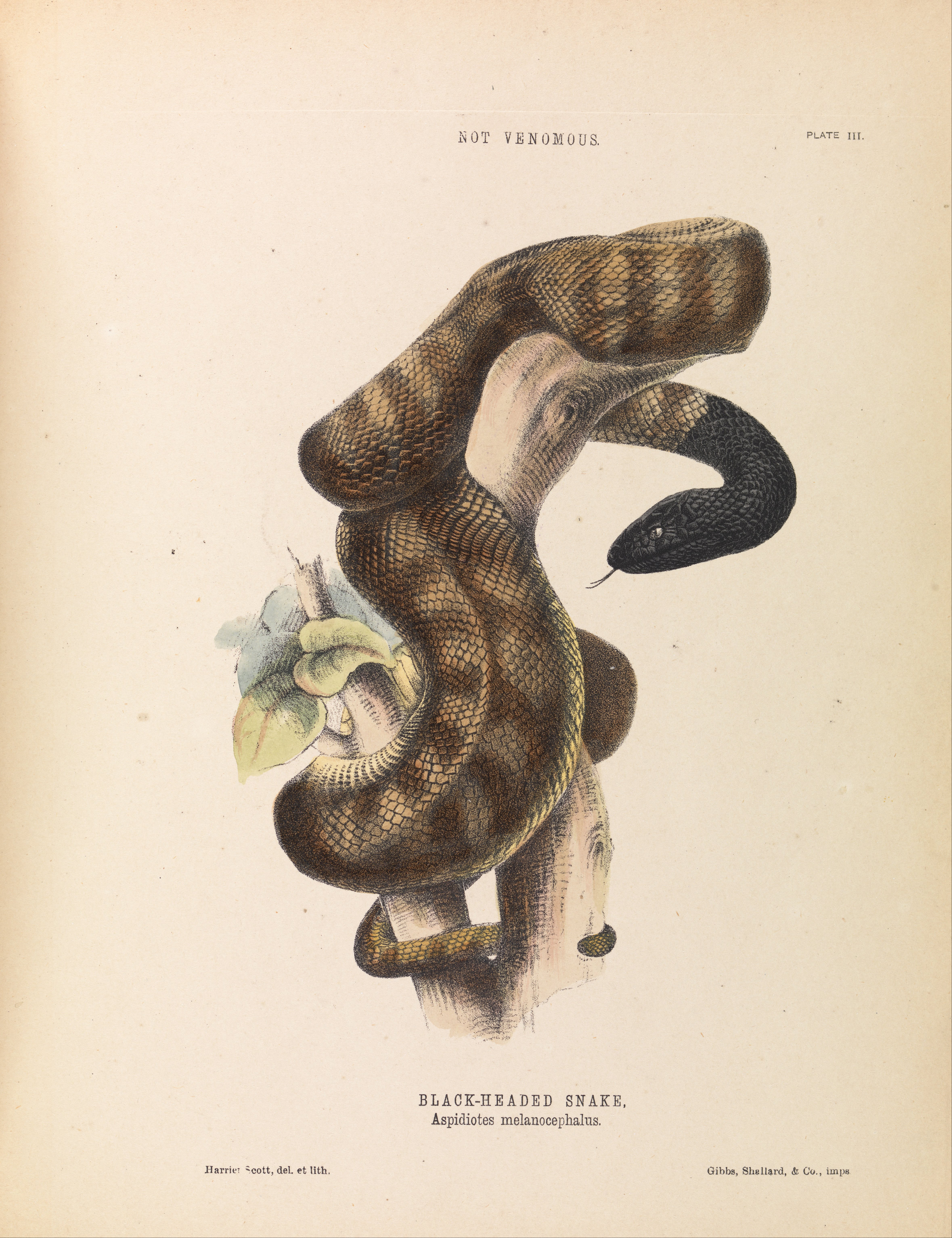
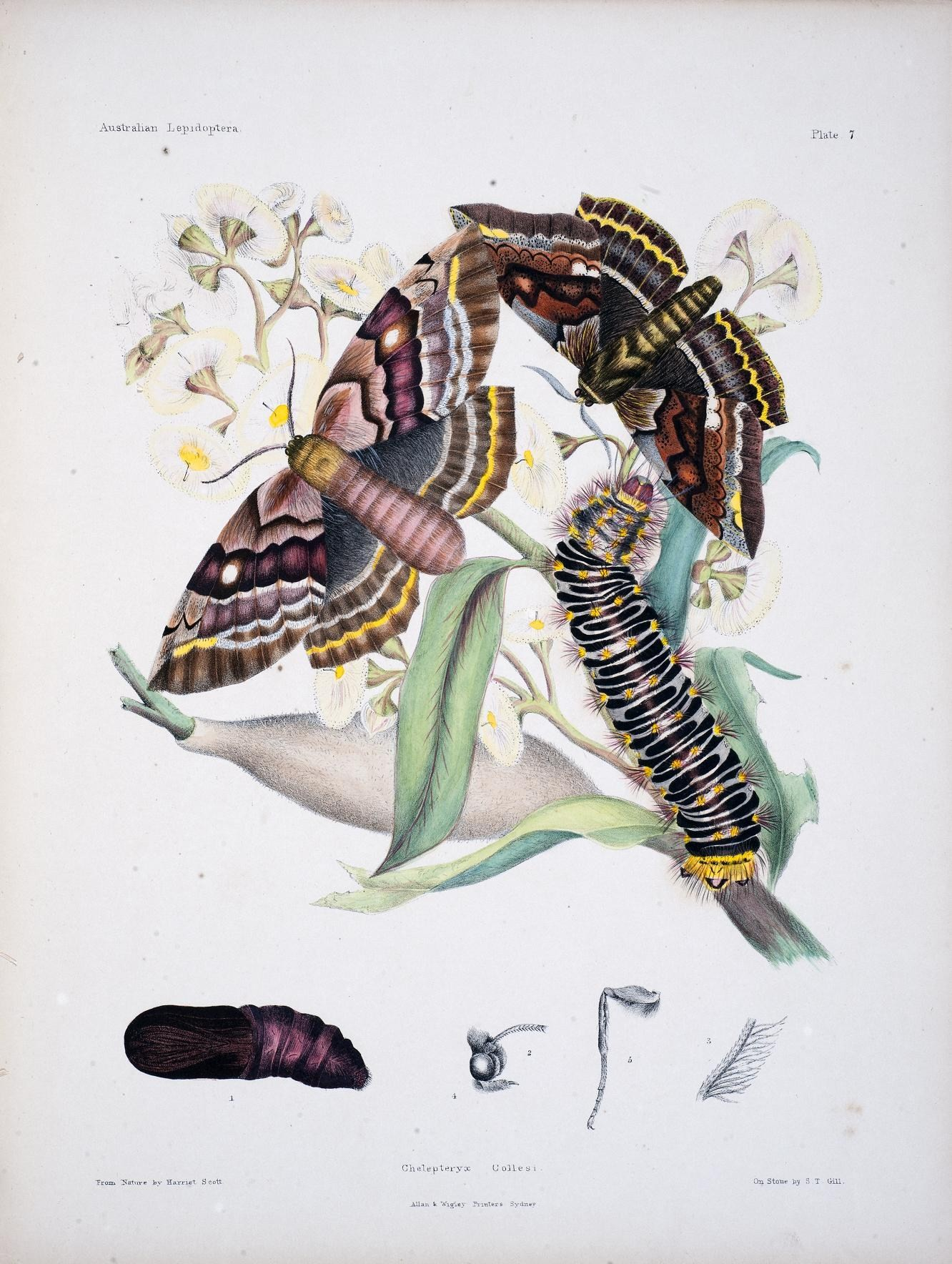
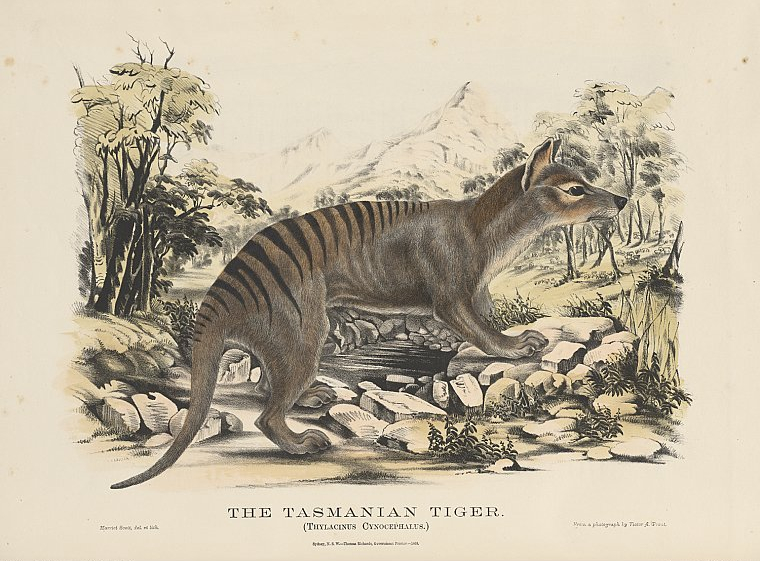
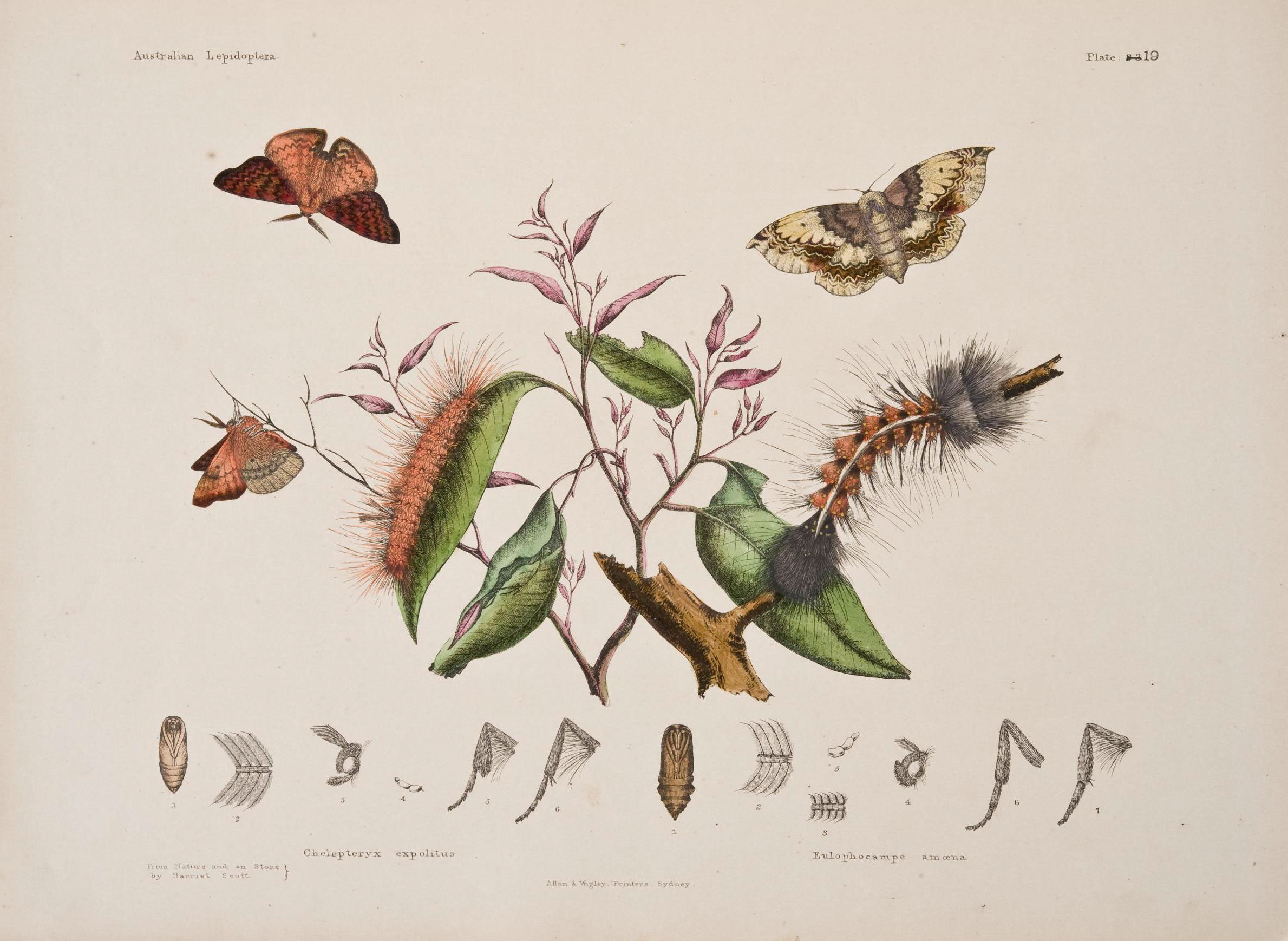
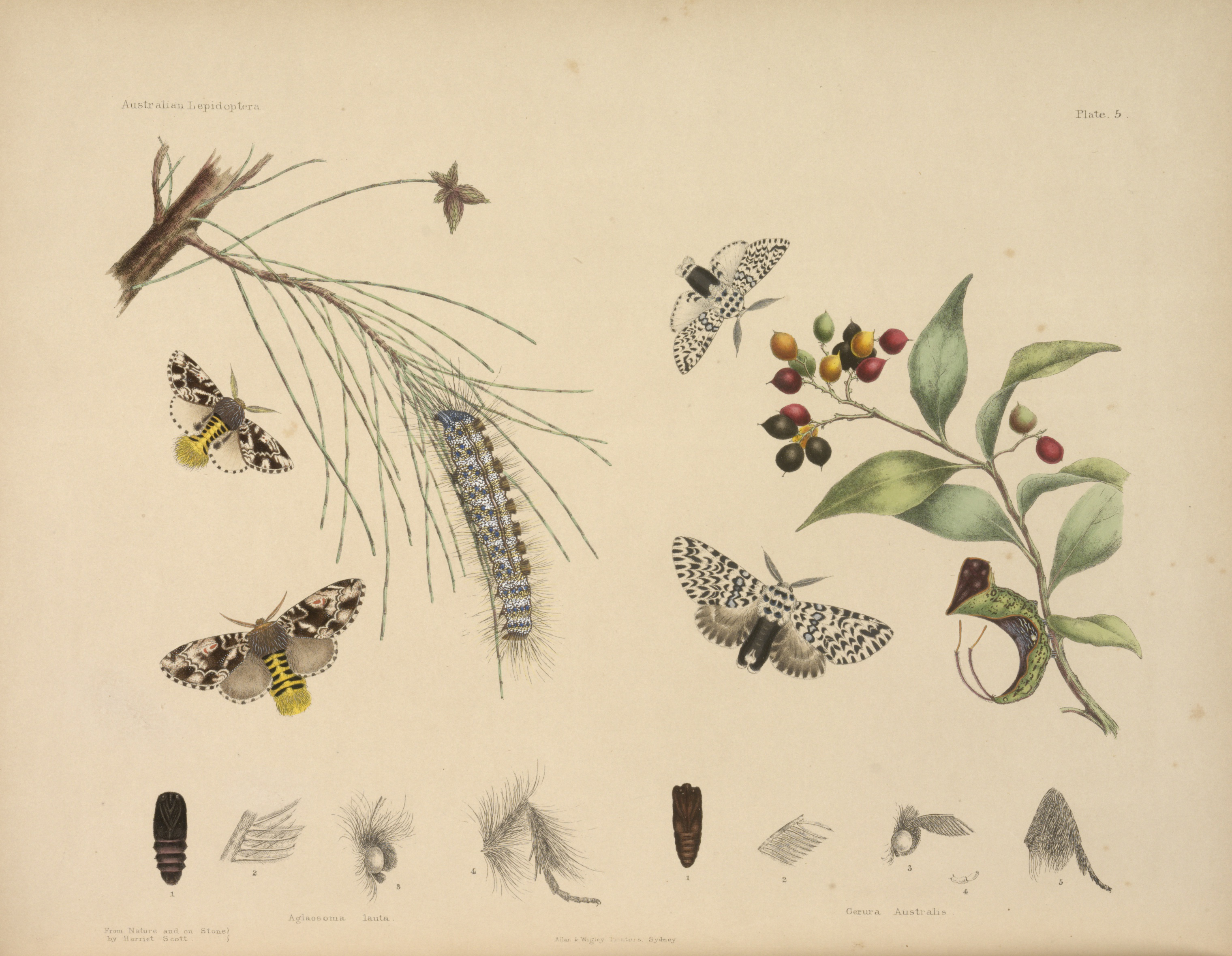